# Kossou-víztározó

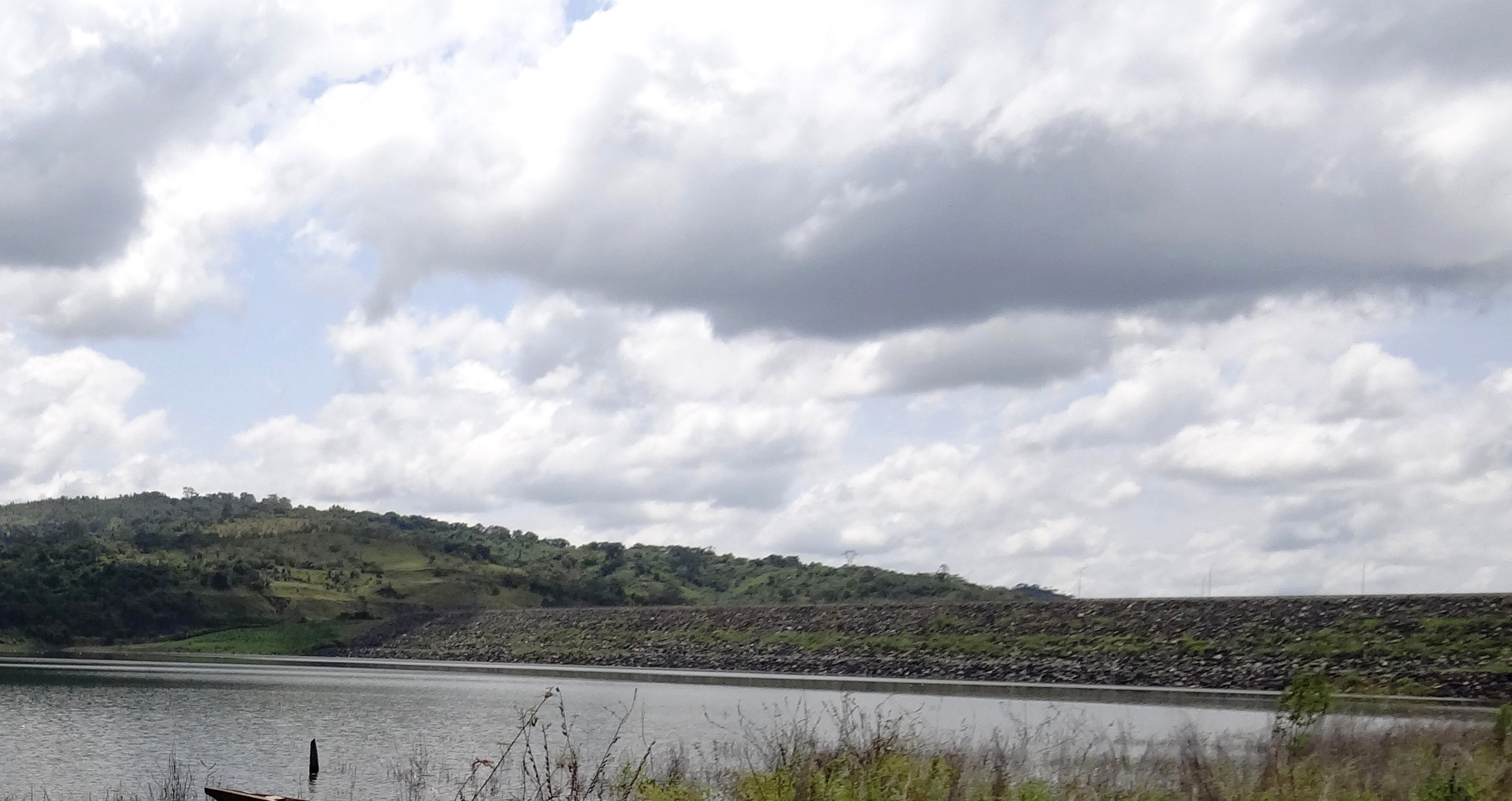
A gát a víztározó felől nézve

A Kossou-víztározó mesterséges tó Elefántcsontpart középső részén. Felszíne: 1898 km². Tárolt vízmennyiség: 30 milliárd m³.
A Bandama (Fehér-Bandama) folyó vízét egy 1500 m hosszú és 58 m magas gáttal zárták el, létrehozva a Kossou-tavat. A kialakuló tó területéről 200 falu népességét, mintegy 85 000 embert kellett kitelepíteni. Az erőmű 1973-ban kezdte meg működését, teljesítménye: 174 MW.

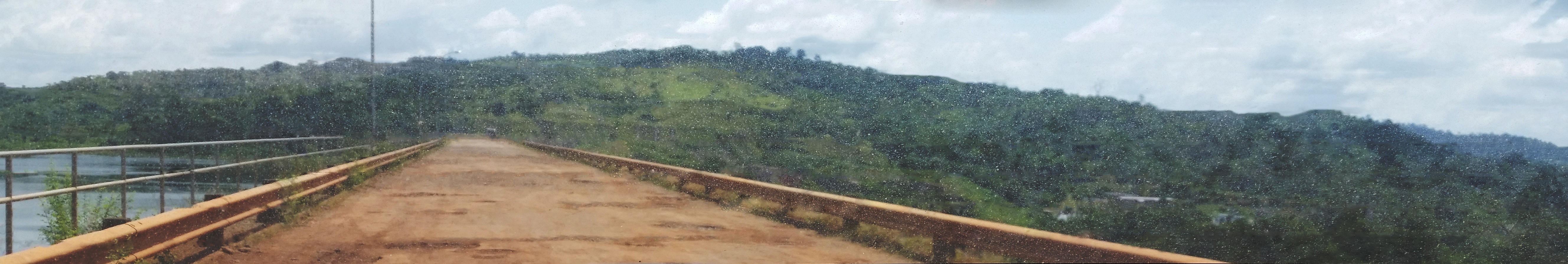
Kossou dam